# Vacina contra Influenza para Adultos

## Respostas à vacina contra influenza em adultos
O artigo que segue busca compreender, no contexto da Gerontologia, o que os estudos tem falado sobre as respostas à vacina contra o vírus influenza em adulto e idosos. Para tanto utilizou-se como referencial teórico MCELHANEY (2011) 

## A influenza no envelhecimento
O processo de envelhecimento é acompanhado por um declínio humoral, inato e adaptativo, na qual a imunidade mediada por células T e B apresenta-se comprometida, ocorrendo a morbidade e mortalidade por influenza em populações idosas. Assim, no pico da influenza há elevação da mortalidade coincidindo juntamente com doenças de natureza respiratória, cardíaca, vasculares cerebrais e diabetes, presentes principalmente em pessoas com idade superior a 70 anos, configurando esse grupo etário como prevalente e de alto risco para a doença de gripe e cardiovascular, já que foram observadas a partir da semelhança em internações ocorridas durante estações do ano como o inverno.

Embora houvesse a exposição da população à cepas de H1N1 em anos anteriores, posteriormente ao episódio da Gripe Espanhola (1918), a população idosa tornou-se imune a doença, mostrando que a taxa de letalidade viral teve seus patamares praticamente reduzidos. 

Nesse ínterim, é preciso mencionar que os avanços na área da medicina e melhoria na saúde, contribuíram para o aumento da sobrevida da população grisalha. Desse modo, coube aos programas de vacinação com destaque para as vacinas split-vírus contra a influenza, prevenir e reduzir os custos com hospitalizações, na tentativa de promover a proteção adequada em adultos mais velhos. Porém, essas vacinas nem sempre fornecem a proteção adequada ao organismo, principalmente com antígenos das cepas do H1N1 de anos anteriores, visto que as cepas possuem propriedades mutagênicas. Frente a demanda de uma pandemia real, os sistemas de saúde encontrariam-se totalmente saturados com impacto resultante não somente nos gastos com hospitalizações como também na qualidade de vida dos idosos.

Nessa abordagem, a eficácia da vacina é apresentada através de estudos randomizados, os quais são controlados por um grupo de placebo que confirmam em laboratório a influenza. Para o caso de idosos, a pesquisa realizada com placebo determinou a estimativa de eficácia da vacina em 50% para a prevenção da gripe em idosos, baseada na capacidade da influenza em estimular a resposta de anticorpos, de forma a desenvolver a imunidade como forma protetiva. Assim, se ocorrer a entrada do agente patógeno no organismo hospedeiro, os mecanismos de ação responsáveis pela defesa descritos por células devem reconhecer e responder imediatamente contra a invasão. No entanto, à medida que ocorre o envelhecimento há a perda na capacidade de re-estimulação da memória das células T, de forma que não há o reconhecimento do antígeno, ficando a produção dos anticorpos específicos debilitada. 

Na perspectiva de ausência de correlações estabelecidas sobre a proteção da vacina contra a influenza, as estimativas da eficácia são norteadas a partir de estudos observacionais que comparam vacinados e não vacinados idosos, determinando se a vacina previne esse grupo de risco, ficando o estudo realizado em 1990 com a estimativa de eficácia de 30-40% em comunidades nos quais esses adultos mais velhos eram pertencentes.

Entretanto é mostrado pela literatura que não existe um entendimento claro sobre o benefício da vacina demonstradas em estudos tanto em placebo quanto no grupo controle, visto que a forma do desenho experimental é diferenciado para cada caso, não sendo aplicados para a eficácia da vacina, tornando-se o grande desafio desenvolver um padrão de estudo metodológico de modo a identificar a vacina candidata promissora (mais eficaz).

Nesse âmbito, a imunosenescência característica marcante do processo de envelhecimento, corrobora em afligir a capacidade do organismo de responder a vacinação. Diante disso, os títulos de anticorpos tem a finalidade de medir a eficácia da vacina de gripe em pessoas idosas. Nessa população a quantidade de títulos de anticorpos não promovem a imunidade almejada, visto que embora haja uma grande parcela de títulos, a afinidade do anticorpo ao ligante (vírus) é reduzida,  demonstrando que a resposta à vacinação é prejudicada presumindo a não proteção.

Em suma, é possível depreender que a meta pretendida é o desenvolvimento de uma nova vacina com enfoque em estudos relacionados aos títulos de anticorpos como o único preditor de eficácia da vacina, de modo a detectar quais as alterações que ocorrem na imunidade celular do idoso e que promovem a proteção.

## A eficácia da vacina da gripe
Em relação à saúde pública e o envelhecimento, a maior consequência da imunossenescência é o aumento da suscetibilidade à gripe como o vírus Influenza e a menor eficácia das vacinas nos idosos. A infecção da gripe está associada com altas taxas de pneumonia, infarto e derrame.
As relações de eficácia da vacina ainda são muito estudadas e as causas são diversas e precisam ainda de muito aprofundamento. Porém fatores importantes são relevantes em estudos, como o fato de que a pessoa que já tenha tomado vacina nos anos anteriores tenha menor chance de ter gripe, ou seja, a eficácia é melhor; e quem tem alguma morbidade (obesidade, hipertensão, diabetes, entre outros) é mais facilmente atingido pelo vírus da gripe Influenza.

A Influenza é caracterizada como uma doença infecciosa do sistema respiratório, que geralmente cura-se em uma semana, podendo estender também devido a diversas complicações, principalmente em idosos, que possuem uma baixa imunidade. Com as melhores condições de vida e da manutenção da saúde atualmente, podemos perceber que como consequência principal houve um aumento da expectativa de vida da população, e então, os idosos vivem mais, porém sendo também mais suscetíveis à doenças infecciosas.

A vacinação em si tem como foco diminuir o acontecimento de casos graves e de óbitos, sendo indicada principalmente para as pessoas de maior risco, mesmo que já tenham recebido a vacina na temporada anterior. Vários estudos demonstram que anticorpos após as vacinas declinam no curso de um ano após a vacinação.

Em relação à eficácia da vacina contra Influenza nos adultos, a detecção de anticorpos se dá entre duas a três semanas, após a vacinação e apresenta duração de seis a doze meses. O nível máximo de anticorpos ocorre geralmente após quatro semanas, embora em idosos os níveis de anticorpos são menores. Os níveis declinam com o tempo, podendo ser reduzidos mais rapidamente em alguns grupos populacionais, como indivíduos institucionalizados, doentes renais, com doenças crônicas, idosos, entre outros.
A alta taxa de mortalidade por doenças infecciosas que está associada ao envelhecimento é decorrente de vários fatores, como menor capacidade de reserva funcional, modificações nos mecanismos de defesa (imunologia) e junto com doenças crônicas degenerativas. Ainda que as alterações na imunidade humoral não sejam tão relevantes como as que ocorrem na imunidade celular, os diversos anticorpos mostram-se reduzidos em idosos com consequente redução na resposta imune às vacinas.

A efetividade da vacina contra Influenza em prevenir os efeitos da gripe depende da idade, da competência da imunidade do paciente e do grau de similaridade entre os tipos de vírus relacionados às vacinas e as que circulam no ambiente durante o período de Influenza. Vale ressaltar que em pessoas idosas residentes em instituições, a vacina contra a Influenza, é mais efetiva para prevenir doença severa, complicações secundárias e morte. Estudos indicam que a vacina pode ser efetiva entre 50 a 60% para prevenir hospitalização e pneumonia, e 80% para prevenir morte, enquanto a eficácia para prevenir o aparecimento de gripe está em apenas 30%.

Na parte biológica, notamos que o vírus Influenza gera uma resposta antiviral nos linfócitos B e T; que trazem à superfície glicoproteínas que tentam neutralizar o vírus. Com isso, o impacto da imunossenescência e a perda de células T com o envelhecimento proporciona que a resposta da vacina seja um mecanismo importante para estabilizar a relação entre a vacina e a proteção do indivíduo.

## Resposta imunológica à influenza e envelhecimento
Quando há uma infecção por um vírus, este será reconhecido, capturado e processado por células apresentadoras de antígenos (APC), tais como os macrófagos, e células dendríticas. Durante o processamento nas estruturas denominadas proteossomos, o patógeno será degradado em pequenos fragmentos chamados peptídeos resultantes, os quais serão empacotados juntamente com as moléculas do complexo de histocompatibilidade principal (MHC) pelo reticulo endoplasmático rugoso e serão transportados até a superfície da membrana celular. E o fragmento do antígeno presente em uma area do complexo de histocompatibilidade que se ligará ao receptor do linfócito T ativando-o. É a sequência de proteínas destes peptídeos resultantes, hemaglutinina, neuraminidase e proteínas virais internas (da matriz e nucleoproteinas) que ativam as respostas dos linfócitos T helper (Th) ou CD4+ e T citotóxicos (CTL) ou CD8+.
As estruturas moleculares reconhecidas pela resposta imune, ou seja, os epítopos peptídeos encontrados nos tipos de Influenza A e B e nas classificações deste vírus (H1N2, H3N2) são diferentes para cada um deles, provocando assim respostas diferentes no sistema imune. Desta forma, as vacinas contra a gripe, que são atualmente comercializados em os EUA e Canadá variam na quantidade de proteínas internas, isto é, de epítopos e podem variar na sua capacidade de recordar ou ativar células T CD8+. Ou seja, essas vacinas tem proporcionado pouco estimulo à resposta dos linfócitos T, não sendo, portanto eficaz para a prevenção, por não conseguir eliminar de vez o vírus caso ocorra uma infecção. 
As células T CD4+ tem um papel importante na resposta imunológica ao vírus e à vacina dele, sendo elemento chave tanto no processo humoral quanto no mediados por células dos linfócitos T. O linfócito Th1 produz a citocina interferon gama (IFN gama) que ativa os macrófagos para fagocitarem o patógeno, e ela também estimula efetivamente os linfócitos B a produzirem anticorpos, resultando na ingestão dos patógenos pelos fagócitos. E o linfócito Th2 produz a citocina IL-4, que estimula a síntese do anticorpo IgE e da IL-5, os quais ativam o eosinófilos, também estimula a síntese do anticorpo IgG4 (em humanos), e limitam as lesões conseqüente da ativação dos macrófagos, por estimular a produção de IL10 e a IL13 que inibem a ativação do macrófago e suprimem a resposta de Th1. A produção dos anticorpos anti-influenza é estimulada por Th1 e Th2, havendo a produção respectivamente de IgG2 e IgG1 em resposta a vacina contra a gripe. 

Com o envelhecimento há um declínio na produção de citocinas de Th1 em relação a Th2, esse detalhe deve ser relevado no desenvolvimento de vacinas, já que os linfócitos T participam no reconhecimento dos peptídeos virais em MHC, pois as vacinas contra gripe devem estimular a produção de anticorpos e células de memória para melhorar a proteção e defesa imunológico dos indivíduos idosos. E, portanto existem diferentes requisitos para desenvolver a apresentação mais eficaz do antígeno para a classe de MHC. Vale ressaltar, que assim como as células Th sofrem mudanças com o avançar da idade, as células T CD8+ sofrem ainda mais, sendo mais afetadas em sua função replicativa.
O vírus da Influenza normalmente estabelece infecção latente assintomática com episódios subclínicos de reativação e a supressão dessa situação está relacionada com a presença e função da célula T CD8 +.  

Estudos em seres humanos confirmaram a efetividade na resposta de linfócitos T CD8+ na eliminação do vírus Influenza, o qual ataca e consegue matar o vírus, e sua importância na recuperação da infecção da gripe, mesmo na ausência de anticorpos protetores à infecção do vírus. Para a locomoção dos linfócitos CD8+ no tecido pulmonar infectado, depende das citocinas de proteção de Th1 e com o declínio da produção dessas citocinas Th1 pode comprometer ainda mais os mecanismos de defesa imunológica contra o vírus Influenza em idosos. Essas alterações decorrem da diminuição da produção de IFN gama, IL-10 e níveis mais baixos de mediadores citolíticos em células mononucleares do sangue periférico (PBMC) e aumentam o risco da doença em indivíduos mais velhos, caracterizando a imunossenescência. 
A imunossenescência é a perda de adaptação do sistema imunológico decorrente da idade avançada, contemplando alterações que resultam em declínios na eficiência das funções imunes. Esses declínios, principalmente com a produção dos linfócitos T, causam impactos na resposta da vacina, em conjunto com um maior tempo de vida em exposição a uma variedade de agentes patógenos levam a uma proporção maior de células T de memória do que células T novas, possibilitando uma maior vulnerabilidade em indivíduos idosos.

Com o envelhecimento, os linfócitos T CD8+, produzem altos níveis de citocinas pró-inflamatórias, como o TNF e IL-6, os quais estão associados com a fragilidade. Desta forma, as células T CD8+ podem contribuir diretamente para a elevação dos níveis séricos de citocinas inflamatórias (IL-1, IL-6 e TNF- alfa), causando disfunção na regulação da resposta imune mediada por células. Para tentar reverter essas alterações relacionadas à idade, McElhaney (2011), mostra que estudos realizados com ratos aplicando-se um coquetel de TNF- alfa, IL-1 e IL-6, aponta que o uso desse coquetel auxilia as células T à produzirem anticorpos. Além disso, esse coquetel suprime a resposta de CTL (linfócitos T citotóxicos) contra o vírus da gripe.

Outro fator de regulação da influenza são os linfócitos T “helper”, que se subdividem em duas categorias, de acordo com a produção de citocinas e suas funções. Essas categorias são: Th1, que são células definidas por sua síntese de IL-2, interferon g (INF g), fator de necrose de tumor (TNF) e o seu envolvimento na imunidade celular. E o Th2, células produtoras de IL-4, IL-5, IL-9, IL-10, IL-13 e estão envolvidas nas respostas humorais e nas reações alérgicas.

Desta forma, a resposta imune mediada pelas citocinas T “helper” exerce um papel fundamental no vírus da influenza, tanto na geração de respostas humorais e de CTL, quanto na vacinação contra a gripe. De acordo com o estudo de McElhaney (2011),  as células T “helper” CD4+ são estimuladas pela IL-12 à produzir IFN-ɣ IFN, em outro ponto IL-4 estimula a TH2 à produzir IL-4, IL-5, IL-10 e IL-13 e IL-1, IL-6 e IL-23 que por sua vez estimulará a TH17 à produzir IL-17, IL-22 e IL-26. Após esta estimulação, as células T regulatórias (Treg) vão produzir IL-10 e TGF-β, que desregulam respostas inflamatórias, principalmente a produção de citocinas IFN- ɣ e IL-6. Esses subconjuntos de Th exercem interações de contrarregulação entre si, porém o impacto da interação destas desregulações no envelhecimento ainda está começando a ser compreendido.

Quanto ao envelhecimento, o que foi observado em um estudo feito com ratos é que enquanto o IFN-alfa se mostrou eficaz no mecanismo de defesa imune contra à influenza, a grande produção de IL-17, age estimulando um aumento de neutrófilos dependentes de citocinas pró-inflamatórias na resposta contra infecções virais sistêmica, o que contribuiu para a morte de ratos idosos.

Para combater os patógenos intracelulares, o sistema imune utiliza também, respostas mediadas por células, com abordagens diferentes dependendo do local do patógeno na célula hospedeira. A defesa primária contra patógenos no citosol é o CTL (linfócito T citotóxico, em português). Já a defesa primária contra um patógeno no interior de vesículas é uma subdivisão de linfócitos T auxiliares (Th1).

As células CTL são uma subdivisão dos linfócitos T que expressam um tipo especial de antígeno chamado CD8 e matam o patógeno pela indução de apoptose na célula infectada. Essas células agem reconhecendo antígenos do patógeno na superfície da célula infectada e matam a células impedindo que a infecção se difunda pelas células vizinhas.

Por sua vez, as células Th, que expressam um antígeno denominado CD4, possui uma subpopulação de células Th, e uma delas é a célula Th1. Essas células Th1 atuam reconhecendo antígenos de patógenos que são expressos na superfície das células infectadas e liberam citocinas que ativam a célula infectada. Quando ativada, a célula infectada consegue então, matar o patógeno.

Neste processo de regulação e morte da célula com o vírus infectado, as granzimas B estão relacionadas aos eventos proteolíticos no processo de reconhecimento de células-alvo. As granzimas B liberadas dos grânulos dos linfócitos T citotóxicos são transportadas através da membrana celular por perforina para o citoplasma da célula-alvo, determinando o desencadeamento de uma série de eventos, como, por exemplo, a cascata enzimática, que levam à morte celular por apoptose (PICCININ, 2006).

O processo de apoptose desencadeado pela proteína granzima B dos linfócitos T citotóxicos (CTL) possui a função de destruir as células infectadas pelo vírus da influenza antes que a infecção viral se difunda para outras células (PICCININ, 2006). E, de acordo com o estudo de McElhaney (2011), o defeito na suscetibilidade da influenza em idosos se deve a quantidade de granzima B produzida pelos linfócitos T citotóxicos.

## Evolução das vacinas da gripe para idosos
Quando se fala em estratégias para melhorar as respostas à vacina contra o vírus influenza em adultos, duas estratégias geralmente se destacam, no qual uma constitui-se na modificação do conteúdo que compõe a vacina e a outra ao desenvolvimento de vias alternativas para administração da vacina, mudando a realidade de hoje que fortemente faz uso de injeção intramuscular. Dentre estas estratégias podemos destacar: “aumentar a quantidade de antígenos do vírus da gripe, adicionar adjuvantes para a vacina da gripe sazonal ou usar vacinas contra a influenza com vírus vivos atenuados”. Um dado importante indica que nos experimentos com vacinas para gripe, a imunogenicidade é limitada pelas respostas dos anticorpos e, desse modo, dificulta a mensuração de algumas contribuições importantes das respostas imunes de células mediadoras para a proteção de vacinas mediadoras em adultos.

Vários estudos chegaram a apontar a capacidade que as vacinas de alta dose têm ao melhorar a imunogenicidade tendo como base a resposta aos anticorpos em adultos e, esse fato, culminou no ensaio clínico de fase III da gripe trivalente, um vacina “split-virus”, vírus dividido, que contém 4 vezes o antígeno com uma dose padrão de comparação. Nesse meio tempo, precisamente em 2009, a vacina Fluzone alta dose foi aprovada e, inclusive, incluída nas recomendações do Comitê consultivo para Práticas de Imunização (ACIP) para o uso da mesma em pessoas igual ou acima de 65 anos.

Em contrapartida, existem as vacinas com adjuvantes e, estes, tem o papel de aumentar o nível dos mediadores inflamatórios no local onde é feita a injeção para ativar células dendríticas, aumentando consequentemente sua capacidade apresentadora de antígenos. Os experimentos com este tipo de vacina estão em constante avanço, mas ainda apresenta dados limitados no que diz respeito à resposta das células T CD4+T, especialmente em adultos, não tendo nenhuma publicação no qual é cientemente colocada a resposta associativa com as células CD8+T.

Neste contexto, outros testes são realizados com adjuvantes variados, por exemplo, o potencial dos ligantes de TRL como adjuvante de vacinas para gripe estão entre os assuntos atualmente investigados por influírem na melhora das respostas imunes mediadas por células, porém a pesquisa precisa avançar por novas fases incluindo testes em pessoas idosas. Outra partícula semelhante ao vírus (VLP) e preparações de vacinas com virosomal também podem ter atividade adjuvante, inclusive há estudos limitados especialmente em adultos averiguando as vantagens deste método em relação às vacinas atuais usadas em adultos. Estudos comparando preparações de vacinas com virosomal em relação às preparações de vacinas com adjuvantes de MF59 e vacinas convencionais, mostraram inclusive comparável imunogenicidade, embora tenha sido averiguado menor reagenicidade comparada ao uso de adjuvante de MF59. O desafio tanto com VLP ou com tecnologias virosomal é a incorporação de proteínas internas para gerar os epítopos necessários para a estimulação de memórias de CD8 de células-T. 

Foi previamente demonstrado que o teor de proteína interna varia nas vacinas contra a gripe atualmente disponíveis e é proporcional à sua capacidade para estimular uma resposta de células T. Assim, além de melhorar as respostas dos anticorpos, novas vacinas contra influenza devem ser concebidos para aumentar a resposta imune mediada por células. Ao passo que para a dose, o tipo (viva atenuada, mortos, dividida, de partículas ou de subunidades de proteínas virais, com ou sem adjuvantes) ou a via de entrega dos antígenos virais, será necessário considerar o teor da proteína interna do vírus influenza.

Há novas vacinas sendo desenvolvidas com ligantes de receptores Toll-like [TLR] como adjuvantes.  O TLR na superfície da APC reconhecem os componentes estruturais e agentes patogénicos que ativam as cascatas de transdução de sinal que conduzem à transcrição de genes tendo como resultados, a secreção de pró-inflamatória de citocinas e quimiocinas, e ativação de adaptação das respostas imunológica. 

Pesquisas mostram que ocorre uma diminuição da resposta inflamatória de citocinas que podem gerar impacto sobre a sinergia normal da resposta imune inata e adaptativa fazendo com que limitem a utilidade de ligantes TLR como adjuvantes de vacinas da gripe em idosos.
Estudos mais recentes têm apontado alguns defeitos na expressão de TLR e uma desregulação da produção de citocinas em células dendríticas plasmocitóides e mielóides senescentes.  Estes defeitos na expressão de TLR podem limitar a resposta para TLR ligantes utilizados como adjuvantes de vacinas da gripe em idosos. Como um modelo para testes pré-clínicos de diferentes adjuvantes de vacinas, estudos mostram uma melhoria da dose-resposta na célula T sendo resposta ao desafio da gripe em idosos, quando um ligando TLR4 foi adicionado à vacina de split-virus (SVV).

Esta resposta foi associada a um aumento na proporção de CC que produziam IL-6 e TNF-? em resposta ao ligando TLR4. Estes resultados sugerem que um ligando TLR4 pode também ser eficaz para reverter as mudanças relacionadas à idade, pois o organismo apresentou melhoras na resposta contra influenza. A maioria das vacinas para adultos idosos são aplicadas via intramuscular ou subcutânea, mas alguns estudos apontam que vacinas administradas em vias alternativas podem oferecer um impacto significativo na resposta imune. Vacinações contra gripe administradas em via intranasal e via intradérmica estão sendo estudadas. A abundância de células apresentadoras de antígenos dentro a pele é um alvo atrativo para estratégias de imunização. 

Estudos comparando o novo sistema de injeção de vacina da gripe sazonal aplicada intradérmica e injeção da mesma vacina aplicada intramuscular mostraram maior imunogenicidade em idosos. Vacinas contra a gripe administradas via intranasais tem o potencial para respostas imunes. Um estudo randomizado feito com o vírus influenza vivo atenuado (LAIV) versus placebo mostrou que todos os indivíduos que receberam o vírus da vacina LAIV, não obtiveram a redução da infecção por vírus influenza. 

Há indícios que essa falta de eficácia se deve a infecção intranasal devido à presença preexistente de anticorpos.  Assim, LAIV é aprovado para o uso em pessoas acima de 50 anos de idade. Involução do timo é um elemento chave sobre as mudanças que ocorrem no sistema imunitário decorrentes do envelhecimento. Técnicas de rejuvenescimento do timo estão em fases iniciais de ensaios clínicos, o mais prometedor são fator de crescimento de queratinócitos (KGF), IL-7, e grelina. 

O KGF melhora a produção de IL-7 no timo por se ligar aos receptores de KGF no epitélio tímico. Essa descoberta pode trazer vários benefícios, dado o papel importante da IL-7 no desenvolvimento e na manutenção de células T de memória de longa duração após a vacinação. O KGF pode ser uma estratégia para aumentar localmente IL-7 e assim evitar os efeitos colaterais de IL-7 no tratamento sistémico.

Outra estratégia é a grelina, um hormônio peptídico que se liga aos receptores para o aumento da secreção de hormônios, isso faz com que auxilie no tratamento promovendo a saída do timo em animais mais velhos e reduzindo os níveis de citocinas pró-inflamatórias. Uma das abordagens para evitar ou retardar a geração senescente de células T CD8 + é baseada na ligação entre o encurtamento dos telômeros, potencial de replicação em geral e função de linfócitos T. Vacinas contra a gripe destinadas a induzir forte imunidade celular pode ser aumentada pela incorporação de adjuvantes que aumentam a atividade da telomerase.

Um desafio para desenvolver novas vacinas para idosos é estimular e detectar melhorias na resposta à gripe devido a imunossenescência de uma forma que não pode ser medida pelos testes com anticorpos para prever a eficácia da vacina. As respostas dos anticorpos à vacinação podem falhar na detecção de mudanças importantes na imunidade celular. Precisa-se de novos estudos para desenvolver alternativas de proteção clínica contra a gripe, desse modo criando novas estratégias de vacinação para melhorar a proteção contra a gripe em idosos.